# بریجپورت (ویسکانسین)
بریجپورت (به انگلیسی: Bridgeport) یک منطقهٔ مسکونی در ایالات متحده آمریکا است که در شهرستان کرافورد، ویسکانسین واقع شده‌است. بریجپورت ۶۰٫۴ کیلومتر مربع مساحت و ۹۴۶ نفر جمعیت دارد و ۲۳۵ متر بالاتر از سطح دریا واقع شده‌است.